# Sojuz 10
Misja Sojuz 10 (kod wywoławczy „Гранит” – „Granit”) miała stanowić pierwszą wizytę na pierwszej stacji kosmicznej świata, Salut 1, umieszczonej na orbicie 19 kwietnia 1971.

## Załoga

### Podstawowa
- Władimir Szatałow (3)
- Aleksiej Jelisiejew (3)
- Nikołaj Rukawisznikow (1)

### Rezerwowa
- Aleksiej Leonow (2)
- Walerij Kubasow (2)
- Piotr Kołodin (1)

### Druga rezerwowa
- Gieorgij Dobrowolski (1)
- Władisław Wołkow (2)
- Wiktor Pacajew (1)

## Opis misji
Załoga miała znaleźć się na orbicie cztery dni po wystrzeleniu stacji Salut 1. Sojuz 10, stanowiący pierwszy egzemplarz zmodernizowanej wersji statku, wystartował zgodnie z planem. Jednak natychmiast po dotarciu do stacji orbitalnej załoga popadła w tarapaty. Były poważne kłopoty z dokowaniem, a gdy wreszcie udało się uzyskać połączenie, Sojuz utknął na dobre i w żaden sposób nie mógł się oddzielić od Saluta. Co gorsza, wydajność systemu podtrzymywania życia stacji wynosiła zaledwie 25 procent. W dodatku nie działała część aparatury naukowej. Po pięciu godzinach prób Sojuz 10 uwolnił się wreszcie od stacji i powrócił na Ziemię.

Podczas wchodzenia pojazdu w atmosferę, wnętrze kabiny wypełnił toksyczny dym, doprowadzając do utraty przytomności przez Rukawisznikowa. Szczęśliwie wszyscy członkowie załogi uniknęli poważniejszych komplikacji zdrowotnych.